# Septik

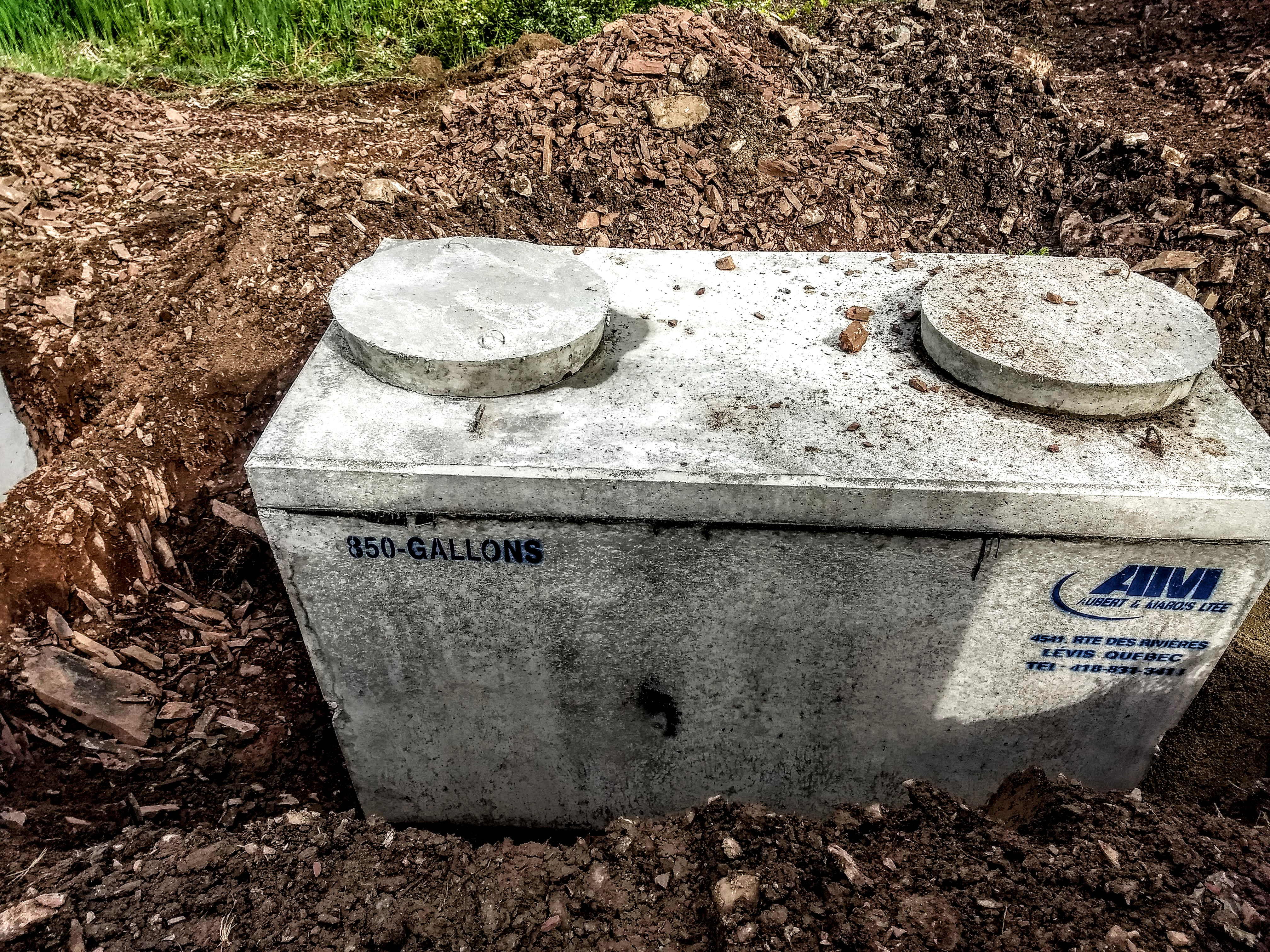
Septiková nádrž s objemem 3,8 m³ usazená v zemi

Septik (někdy také nazývaný senkrubna, senkrovna či miskrubna) je nádrž na částečné čištění odpadní vody pomocí mechanických a biologických procesů. Septik bývá často součástí domů, které nejsou napojeny na kanalizaci. 
Odpadní voda, zvláště ze záchodu, kuchyně a koupelny, je jímána v septiku, odkud odtéká přepadem do kanalizace, případně přes čistírnu odpadních vod nebo za pomoci trativodu vsakována do země. 
Na stejném principu ale s větším objemem vody fungují štěrbinové nádrže. Bezodtoková jímka, která slouží k dočasnému uskladnění odpadní vody a fekálií a musí se nechat pravidelně vyvážet, se nazývá žumpa.

## Funkce

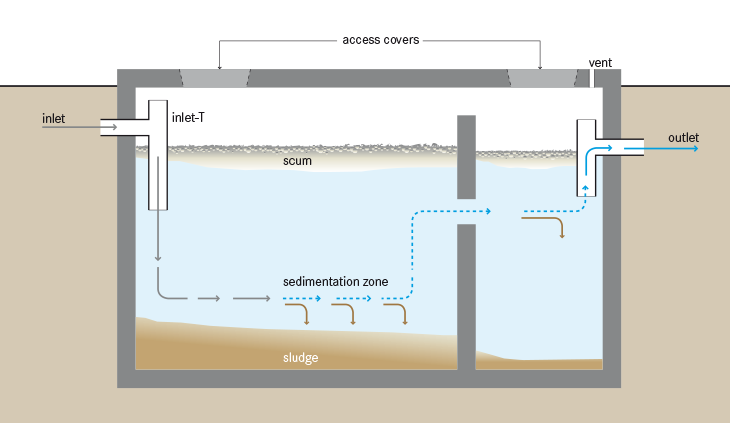
Schéma fungování dvoukomorového septiku. Vlevo přívod splaškové vody, vpravo odvod částečně upravené vody, která může být například vsakována

Každý septik byl měl mít pro správnou funkci minimálně 2 až 3 komory. Nejlepší a současně nejčastěji instalovanou variantou jsou tříkomorové septiky z plastu. Tříkomorový septik pracuje na základě biomechanického přečištění, kdy odpadní voda postupně přetéká z komory do komory, zatímco v každé komoře probíhá sedimentace pevných částí kalu. V první komoře se usadí ty největší částice. Jakmile dosáhne hladina první komory přepadu, začne se tato odpadní voda a drobná část splašek přelévat do druhé komory, kde již dochází k sedimentaci většiny kalu. Do třetí komory přetéká voda, která je z velké části přečištěna. Sediment v septiku je pak za pomoci bakterií a enzymů rozkládán na jednodušší látky. Část rozloženého sedimentu odtéká přes třetí komoru a část zůstává v septiku pro následný vývoz fekálním vozem.

### Špatně fungující septik
Pokud je dosaženo nerovnováhy v množství bakterií uvnitř septiku, postup rozkládání se zpomaluje a septik obvykle začne zapáchat, případně se na jeho hladině začne tvořit pěna. Této špatné funkce se často dosáhne po použití nevhodných a příliš agresivních mycích prostředků. Bakterie nacházející se v septiku jsou zvláště citlivé na přípravky obsahující chlornan sodný. Ten lze najít v oblíbených čisticích prostředcích jako je např. Savo, Domestos a další. Šetrnou alternativu představují organické kyseliny, jako je ocet nebo kyselina citrónová. Zdrojem zápachu mohou být také tuky, nebo zbytky potravin, které se do septiku také dostaly. Některé potraviny mohou být pro mikroorganismy v septiku jen obtížně rozložitelné a v nádrži zahnívají.

### Jak naložit s vyčištěnou vodou ze septiku
Voda, odtékající ze septiku pryč, musí protéct přes tzv. filtr. Mezi nejpopulárnější druhy filtrů řadíme filtr pískový, zemní nebo biologický. S takto vyčištěnou vodou lze nakládat několika způsoby – můžeme ji nechat odtéct do povrchových vod (viz. Stavební povolení níže), zasakovat do půdy, nebo ji lze použít např. k zálivce okrasných keřů a květin. Voda ze septiku, i když je vyčištená, není vhodná k zalévání ovoce ani zeleniny, neboť nadále v může obsahovat patogenní látky (např. koliformní bakterie), zbytky chemických látek používaných v domácnosti, ale také např. léků apod.

## Konstrukce
Septiky se vyrábí z plastu nebo železobetonu. V případě menších nádrží určených pro rodinné domy jde právě o nádrže plastové samonosné. Naopak septiky pro větší projekty (například kempy, chatové oblasti, velké rekreační objekty) se realizují právě s využitím železobenotové nádrže. Každý septik je umístěn do vyhloubené jámy v zemi. Přítok i odtok septiku musí mít přirozený spád. Přístup do septiku je realizován shora a to prostřednictvím poklopů, případně v některých situacích za pomocí šachty.

## Stavební povolení (Česko)
Septik, který je vybaven odtokem, je stejně jako domácí čistírna odpadních vod tzv. vodní dílo. Legislativně je toto upraveno zákonem č. 254/2001sb. Pro jeho instalaci je nutné povolení k nakládání s vodami a stavební povolení. Obě žádosti se podávají současně na odboru životního prostředí v obci. 